# Wilhelm Schlesinger (Mediziner, 1839)
Wilhelm Schlesinger (* 1839 in Tinnye bei Werischwar (siehe Pilisvörösvári), Komitat Pest, Ungarn; † 19. Juni 1896 in Vöslau) war ein österreichischer Mediziner und Schriftsteller.

## Leben
Wilhelm Schlesinger war verheiratet, seine Ehefrau verstarb 1890; gemeinsam hatten sie vier Söhne und eine Tochter.
Er immatrikulierte sich 1859 an der Universität Pest und 1860 an der Universität Wien zu einem Medizinstudium und hörte Vorlesungen bei Joseph Hyrtl, Ernst Wilhelm von Brücke und Salomon Stricker.
1864 promovierte er zum Dr. med. und habilitierte sich im selben Jahr als Privatdozent für Gynäkologie an der Universität Wien.
Er behandelte 1867 Napoleon III. medizinisch, als dieser sich in Salzburg aufhielt und sich mit Kaiser Franz Joseph I. traf.
Bereits als Student betätigte er sich als Journalist und war Mitarbeiter der Tageszeitung Der Wanderer. Er beendete die Zusammenarbeit, als sich die Besitzverhältnisse änderten und er mit der neuen Richtung des Blatts nicht einverstanden war und widmete sich darauf der medizinischen Forschung.
Er gründete 1878 die Zeitschrift Wiener medizinische Blätter. Er veröffentlichte seine Schriften unter anderem auch in der Neuen freien Presse (siehe Die Presse) im Feuilleton, unter anderem zu den Themen Magnetismus und  Hellseherei sowie Gedankenlesen, mit denen er sich auch medizinisch befasste. 
Ende der 1880er Jahre gründete er das Frauenkrankeninstitut Charité, das er bis zu seinem Tod leitete; ihm folgte Isidor Fischer als Leiter des Instituts.
Sein Leichnam wurde von Vöslau nach Wien überführt und dort auf dem Zentralfriedhof beigesetzt.

## Mitgliedschaften
Wilhelm Schlesinger war Mitglied des Journalisten- und Schriftstellerverein Concordia (siehe Presseclub Concordia).

## Werke
- Die Prostitution in Wien und Paris. Skizzen. Wien, 1868 (Digitalisat).